# Massoud Hamid
Pour les articles homonymes, voir Hamid.
Massoud Hamid est un journaliste syrien qualifié de cyberdissident.

## Biographie
Il est connu pour être parvenu à avoir diffusé des photos d’une manifestation pacifique kurde en Syrie sur un site internet hébergé à l'étranger (www.amude.com).
Le 24 juillet 2004, il est arrêté alors qu'il passe un examen à l'université de Damas et « condamné à trois ans de prison pour « appartenance à une organisation secrète » » au cours de ce que Reporters sans frontières qualifie de « parodie de procès ».
Il est emprisonné à la prison d'Adra, où il passe une année à l'isolement, dans une cellule de 2 mètres sur 85 centimètres, subit de sévères tortures à plusieurs reprises, ce qui lui occasionne des paralysies. L'interdiction de porter ses lunettes entraîne une grave baisse de sa vision.
Le 11 décembre 2005, il reçoit le prix Cyberliberté de RSF. Pendant son incarcération, il est aussi adopté symboliquement pas plusieurs médias : « la Maison de la presse à Charleroi , la station de radio NRJ (Belgique), The Link (Canada) et les médias espagnols Varios Foros, Periodicom.com, Interviú et El Mundo, ainsi que le Colexio de Xornalistas en Galice ».
Après avoir purgé sa peine, Massoud Hamid est libéré le 23 juillet 2006.
Réfugié en France, Massoud Hamid poursuit son travail de journaliste, y compris des reportages en Syrie,dont 10 jours en 2014 sur la ligne de front avec des unités féminines du YPG.